# Schiersteiner Brücke
Die Schiersteiner Brücke ist eine 1280 Meter lange sechsstreifige Autobahnbrücke der Bundesautobahn 643 über den Rhein. Das Gesamtbauwerk besteht aus zwei Brücken mit jeweils drei Fahrstreifen pro Fahrtrichtung. Die westliche Brücke trägt zusätzlich auf der Westseite, rheinabwärts, einen Geh- und Radweg; sie wurde im November 2017, die östliche im August 2023 für den Verkehr freigegeben. Die Brücke überspannt bei Strom-Kilometer 504,4 das untere Ende der beidseitig vom Rhein umströmten Rettbergsaue zwischen Wiesbaden-Schierstein und Mainz-Mombach. Neben den weiter flussaufwärts liegenden Brücken Theodor-Heuss-Brücke und Weisenauer Brücke der A 60 ist sie die dritte Straßenquerung des Rheins bei Mainz und Wiesbaden.
Die ursprüngliche Schiersteiner Brücke wurde 1962 fertiggestellt und musste nach erheblichen Schäden 2015 zwischenzeitlich für zwei Monate gesperrt werden; sie wurde nach Fertigstellung des ersten Teils der neuen Brücke ab 2017 abgerissen.

## Zuständigkeit
Da der größte Teil der Brücke in Hessen liegt und der kleinere in Rheinland-Pfalz, kümmerte sich aufgrund von vor Jahren getroffener Absprache zwischen den beiden Ländern allein die hessische Landesverwaltung um die Unterhaltung der Schiersteiner Brücke. Die Aufgabe fiel in den Verantwortungsbereich des Hessen Mobil – Straßen- und Verkehrsmanagements in Wiesbaden. Die rheinland-pfälzische Landesverwaltung wird dagegen an der Weisenauer Brücke alleinverantwortlich aktiv. Dies wird auch durch die jeweilige Namensgebung der Brücken deutlich. Schierstein gehört zu Wiesbaden (Hessen), Weisenau zu Mainz (Rheinland-Pfalz).
Seit Januar 2021 ist Die Autobahn GmbH des Bundes zuständig und für den Bau, Ausbau und Erhalt verantwortlich.

## Brücken

### Brücke von 1962
Die 1282 Meter lange Brücke bestand aus sechs Teilbrücken (davon hundert Meter aus Spannbeton), wurde von 1959 bis 1962 erbaut und verfügte über je einen kombinierten Rad- und Fußweg auf beiden Seiten. Etwa in der Mitte befand sich rheinaufwärts eine Treppe, die Fußgängern den Zugang zur Insel Rettbergsaue ermöglicht, wegen des Neubaus der Schiersteiner Brücke war dieser Weg jedoch bereits seit Herbst 2013 gesperrt.

#### Geschichte
Der erste Bedarfsplan für die Bundesfernstraßen beinhaltete 1956 unter anderem den Stadtring Mainz–Wiesbaden mit dem Bau der Rheinbrücken Wiesbaden-Schierstein, Mainz-Weisenau und der Mainbrücke Hochheim. Die Planungen für die Rheinbrücke Wiesbaden-Schierstein begannen 1955. Es wurden 7100 Kraftfahrzeuge pro Tag prognostiziert; 23.000 Kraftfahrzeuge pro Tag wurden für möglich gehalten. Der Planfeststellungsbeschluss folgte am 13. Juli 1959. Den Bauwerksentwurf erstellte das Büro Leonhardt und Andrä in Zusammenarbeit mit Louis Wintergerst. Den Zuschlag für die Überbauten bekam am 28. September 1959 das Düsseldorfer Stahlbauunternehmen Hein Lehmann AG, das mit einem Sondervorschlag von Hellmut Homberg den Querschnitt verbesserte und 23 Prozent an Stahlmassen gegenüber dem Verwaltungsvorschlag einsparte. Insgesamt wurden bei den Überbauten 7895 Tonnen Baustahl benötigt und das gesamte Bauwerk kostete 32 Millionen Deutsche Mark.

#### Brückenverlauf

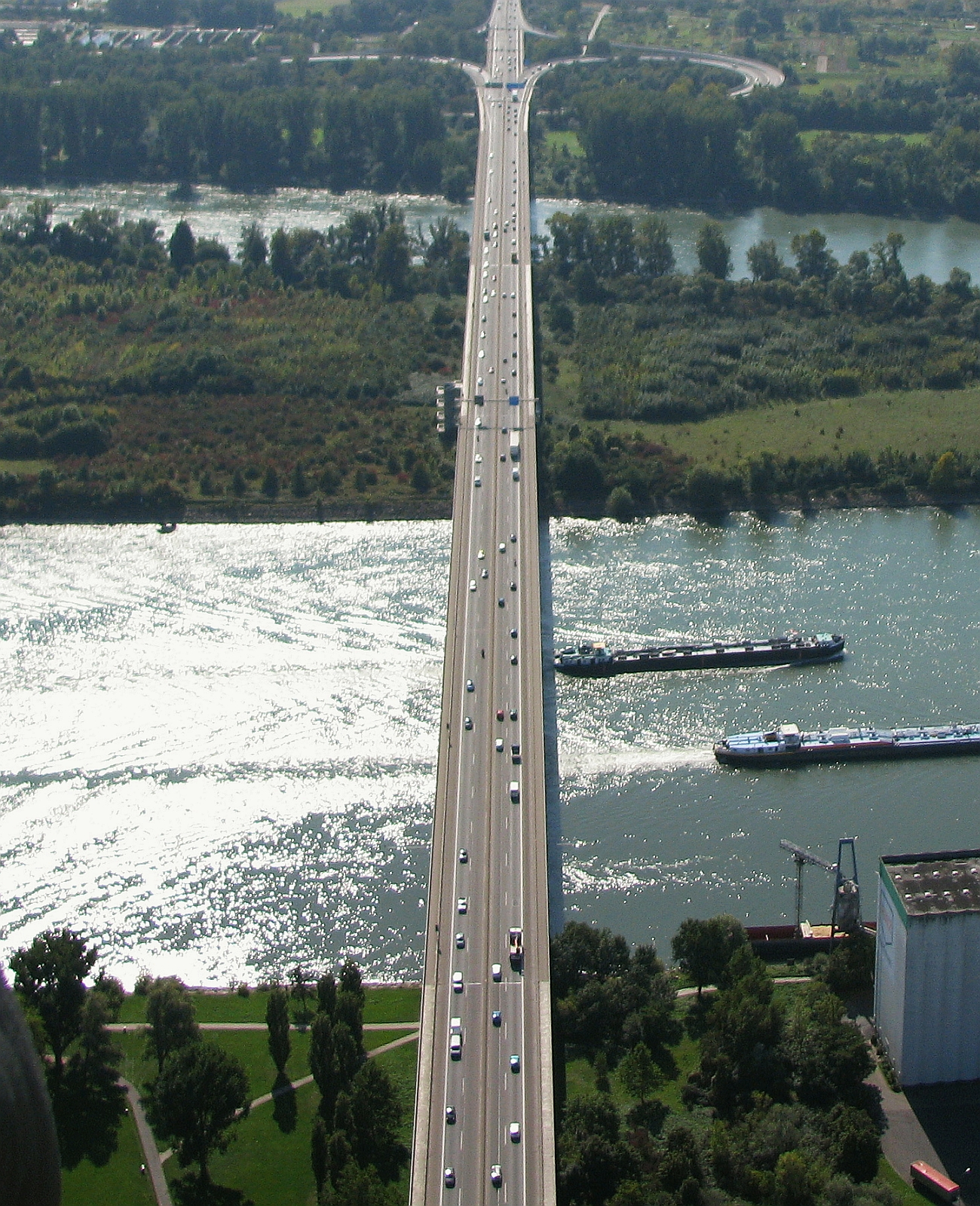
Alte Schiersteiner Brücke von Hessen nach Rheinland-Pfalz

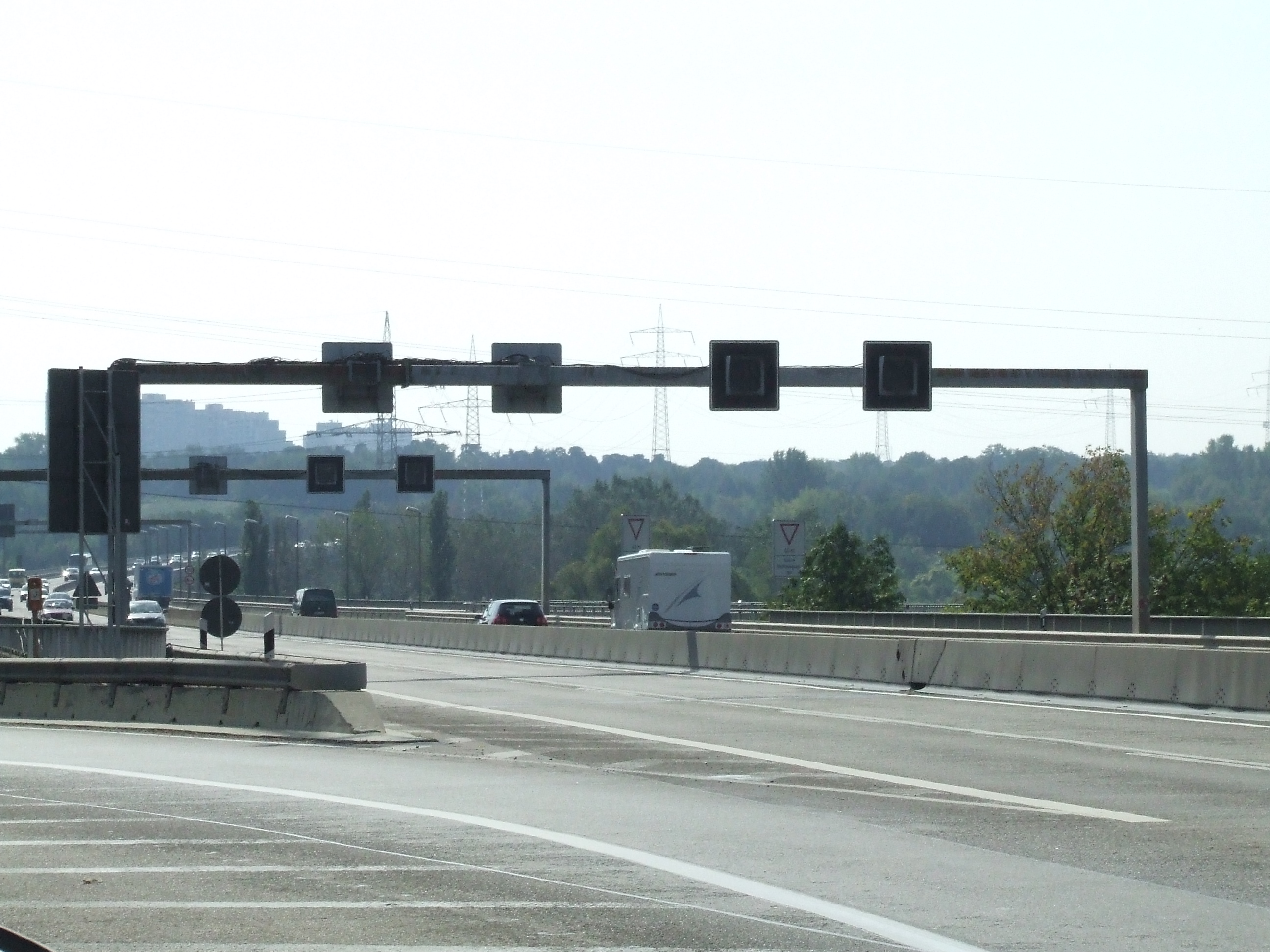
Verkehrsbeeinflussungsanlage an der Anschlussstelle Mombach

Die Schiersteiner Brücke beginnt kurz nach der Autobahnanschlussstelle Wiesbaden-Äppelallee auf der hessischen Seite und führt über den Rhein. Um Höhenunterschiede zu vermeiden, wurde die Brücke auf der rheinland-pfälzischen Seite über die Anschlussstelle Mainz-Mombach hinaus als knapp einen Kilometer lange Hochstraße Lenneberg verlängert. Es entstand ein Brückenbauwerk mit 31 Feldern, das das Mombacher Oberfeld überspannt und die Rheinbrücke mit der Hochterrasse am Lenneberg in Mainz-Gonsenheim, nahe dem Naturschutzgebiet Mainzer Sand, verbindet. Dies hat zur Folge, dass die Anschlussstelle Mombach einer der wenigen ist, die auf einer Brücke liegen.
Die Brücke wurde ursprünglich für eine über sie führende Bundesstraße gebaut, sodass es an der besagten Anschlussstelle nur sehr kurze Beschleunigungs- und Verzögerungsstreifen gibt. Dafür wurden mehrere Beleuchtungsanlagen angebracht, um die Anschlussstelle auszuleuchten. Aus Kostengründen blieben diese allerdings dunkel und wurden auf der westlichen Seite Ende April 2013 abgebaut. Ebenfalls an der Anschlussstelle Mombach befanden sich zwei Verkehrsbeeinflussungsanlagen, diese waren aber ebenfalls seit ungefähr Ende der 1980er Jahre außer Betrieb und wurden schon vor Abriss der alten Brücke demontiert.
Der A 643 fehlen zwischen den Anschlussstellen Gonsenheim und Mombach Standstreifen, was auch bei kleinen Verkehrsunfällen oder Autopannen unweigerlich sofort zum Stau führt, da rund 80.000 Fahrzeuge täglich über die Brücke rollen. Sie ist die letzte Brücke oberhalb des Mittelrheins bis zur 85 Kilometer entfernten rheinabwärts gelegenen Südbrücke in Koblenz.
Zwei Wendeltreppen ermöglichten den Zugang von Fußgängern und Radfahrern auf der linken und rechten Seite der Brücke. Zusätzlich bestand auf der östlichen Seite im Sommer die Möglichkeit zur Rettbergsaue über einen entsprechenden Treppenabgang zu kommen. Wegen des Neubaus der Schiersteiner Brücke war dieser Weg jedoch seit Mitte August 2013 gesperrt. Durch die Fahrbahnabsenkung im Februar 2015 mussten beide Wendeltreppen abgerissen werden, ebenso wurde die westliche Wendeltreppe auf der Schiersteiner Seite abgebrochen. Seit Februar 2015 sind beide Wege für Fußgänger und Radfahrer gesperrt.

#### Technische Daten

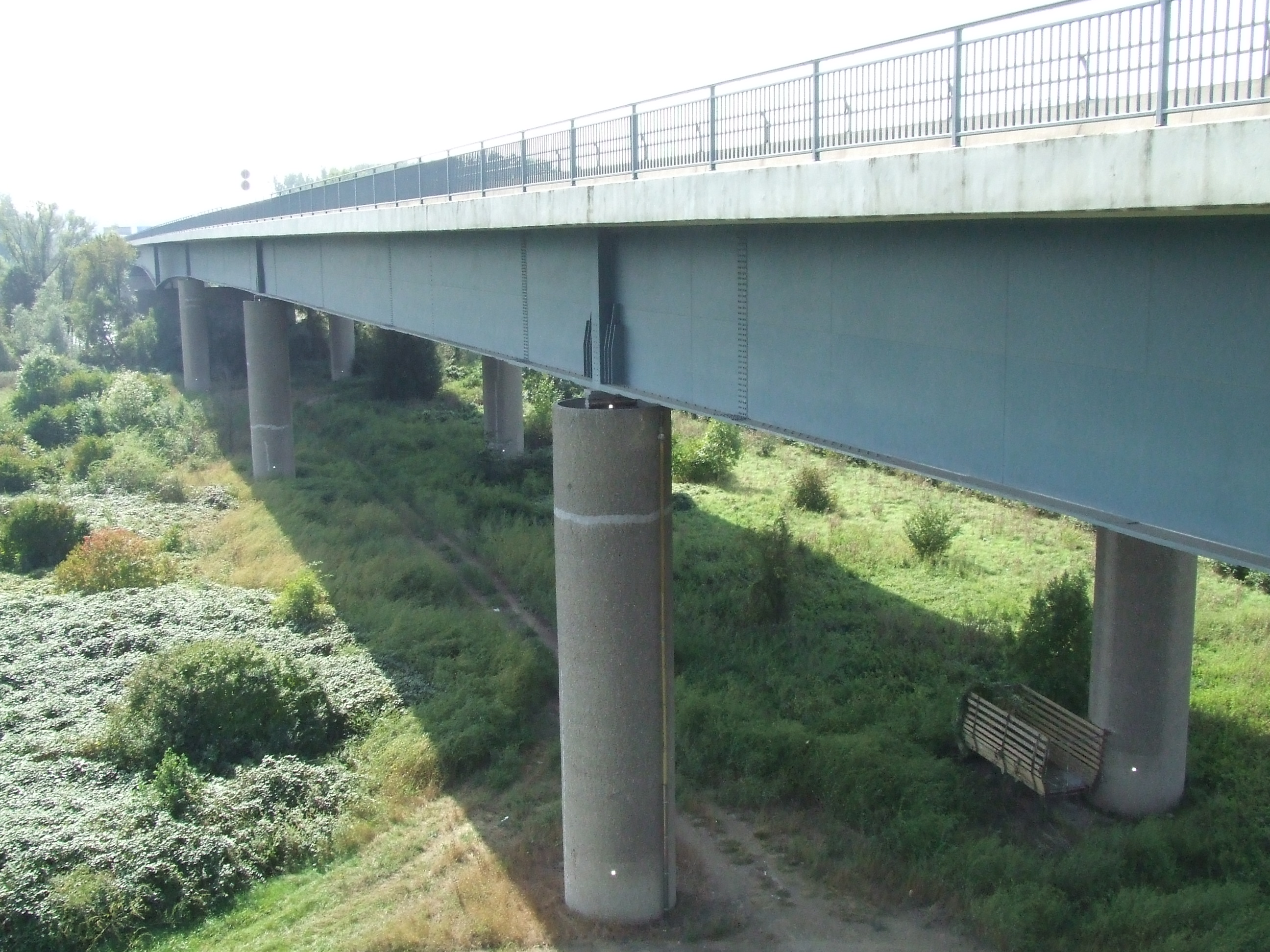
Blick über die Rettbergsaue Richtung Mainz

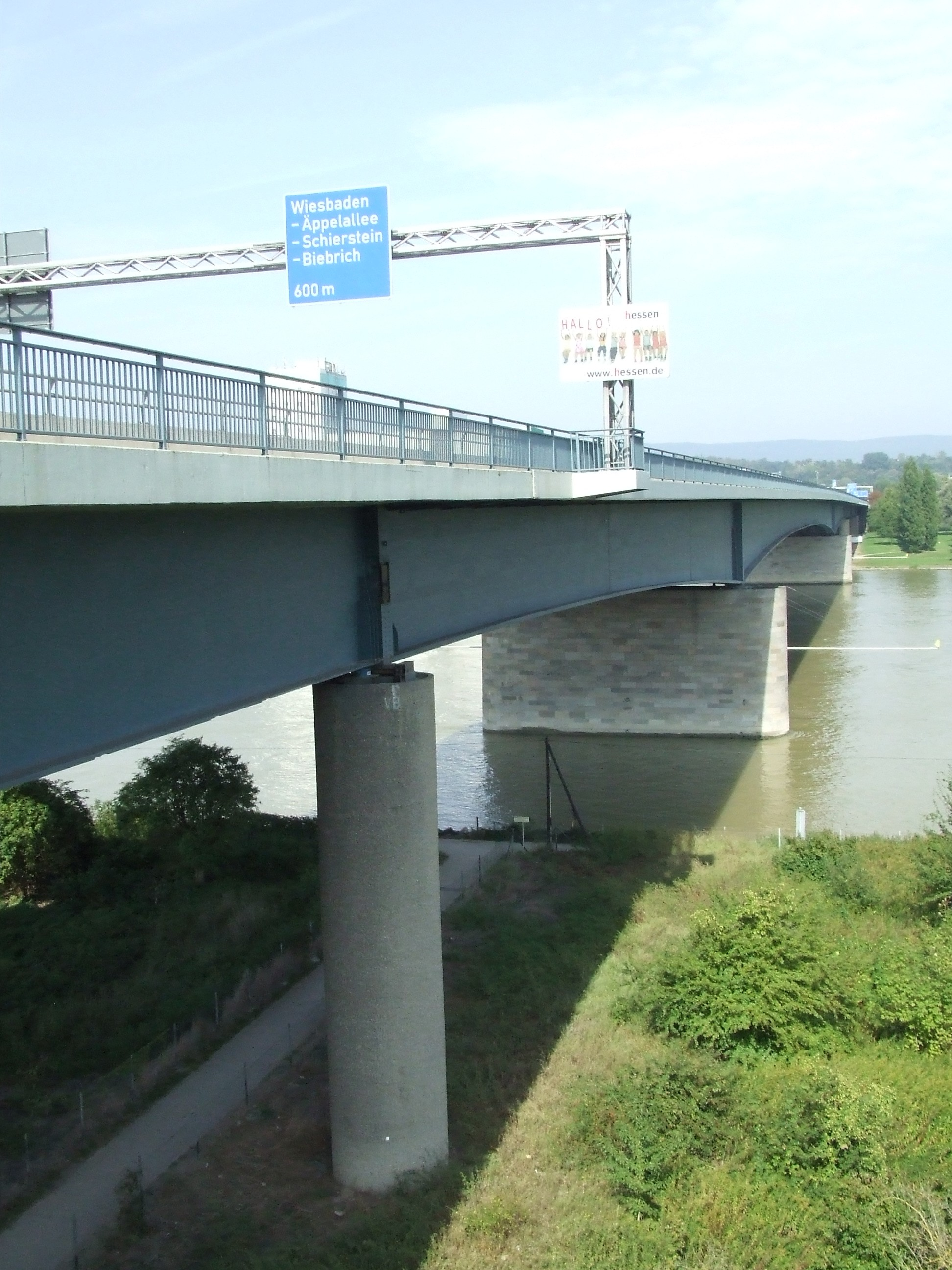
Blick über die Rettbergsaue Richtung Wiesbaden

Die Straßenüberführung bestand aus sechs einzelnen Brücken. Das erste Bauwerk, anschließend an die selbst als Brückenbauwerk ausgeführte Anschlussstelle Mainz-Mombach, ist die Flutbrücke Mombach, eine zweifeldrige Verbundbrücke mit einer Länge von 46,4 Metern plus 52,2 Metern, insgesamt 98,6 Meter. Das nächste Bauwerk war die kleine Strombrücke, eine gevoutete Stahlbrücke mit drei Feldern und 70 Metern plus 170 Meter plus 70 Meter, insgesamt 310 Meter Länge. Es folgte über einer Rheininsel die dreifeldrige Flutbrücke Rettbergsau, eine Verbundbrücke mit konstanter Konstruktionshöhe, die dreimal 70 Meter (= 210 Meter) lang waren. Das vierte Bauwerk war die große Strombrücke über dem rechten Rheinarm, eine dreifeldrige gevoutete Stahlbrücke mit 85 Metern plus 205 Meter plus 85 Meter (= 375 Meter Länge). Die anschließende Flutbrücke Schierstein war wiederum eine Verbundbrücke mit konstanter Konstruktionshöhe und (70 Meter plus 60 Meter plus 55 Meter) 185 Metern Länge. Nach einem 4,39 Meter breiten Trennpfeiler folgte abschließend eine Spannbetonbrücke mit dreimal 32,88 Metern, insgesamt 98,64 Metern Länge.

#### Sanierung

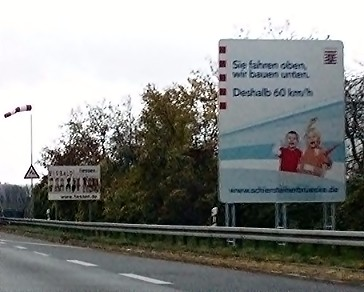
Hinweisschild: Sie fahren oben, wir bauen unten. Deshalb 60 km/h.

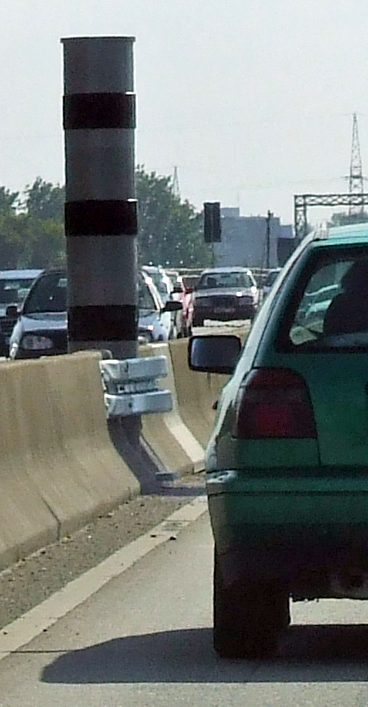
Die Säule in der Mittelleitplanke überwacht die Einhaltung der Geschwindigkeit

Von 1997 bis 2000 erfolgte für 21 Millionen DM eine Instandsetzung der Konstruktion aus Stahl, Stahlverbund und Spannbeton. Auch der Fahrbahnbelag der Brücke wurde dabei zwischen Mombach und Schierstein, nebst den auf beiden Seiten vorhandenen Zweirad- und Fußgängerwegen, komplett erneuert. Nach einem Gutachten von 2006 zu Rissen in der orthotropen Fahrbahnplatte galt das Bauwerk als nicht mehr sanierungsfähig und es wurde eine vorläufige Restnutzungsdauer bis 2015 festgelegt. Dies hat zur Folge, dass die Brücke halbjährlich auf eventuelle Schäden überprüft werden musste. Normalerweise werden in Deutschland Brückenbauwerke alle drei Jahre einer einfachen Überprüfung und alle sechs Jahre einer Hauptüberprüfung unterzogen.
Aufgrund des schlechten Bauzustandes wurde das vorher bestehende Tempolimit von 100 Kilometern pro Stunde im Spätsommer 2006 auf 80 Kilometern pro Stunde gesenkt. Seit Frühjahr 2007 wurde es weiter auf 60 Kilometer pro Stunde zwischen den Anschlussstellen Mombach und Äppelallee heruntergesetzt. Seit dem 21. August 2007 gab es darüber hinaus auf der Wiesbadener Seite Richtung Mainz ein großes Hinweisschild mit der Aufschrift „Sie fahren oben, wir bauen unten. Deshalb 60 km/h“, da von der Fahrbahn aus keine Baustelle erkennbar war. Am 7. März 2008 wurde ein gleichlautendes Schild auch auf Mainzer Seite kurz vor der Hochstraße Lenneberg aufgestellt. Seit dem 19. September 2008 wurde die Geschwindigkeit durch eine festinstallierte Geschwindigkeitsüberwachung auf der Wiesbadener Seite in Richtung Mainz kontrolliert. Auf der Gegenseite war keine feste Anlage geplant, jedoch standen hier nach wie vor häufig mobile Anlagen zur Geschwindigkeitsüberwachung.
Darüber hinaus wurde vom zuständigen Hessen Mobil eine Internetpräsenz mit aktuellen Informationen eingerichtet. Seit diesem Zeitpunkt herrschte auf der kompletten Brückenlänge, also auch auf der Hochstraße Lenneberg eine Höchstgeschwindigkeit von 60 Kilometern pro Stunde.

#### Sperrung der Brücke
Am 10. Februar 2015 wurden an der zuführenden Brücke an der Anschlussstelle Mombach erhebliche Schäden festgestellt, nachdem in der Nähe Bauarbeiten an den neuen Brückenpfeilern für den Neubau der Schiersteiner Brücke durchgeführt worden waren. Ein Pfeiler der Vorlandbrücke hatte sich um 20 Zentimeter geneigt, wodurch ein Lager herausgesprungen war und die Fahrbahn sich um etwa 30 Zentimeter absenkte. An der Vorlandbrücke entstanden dadurch Risse. Die Brücke wurde unverzüglich gesperrt.
In der Folge der Sperrung kam es in der gesamten Region Mainz/Wiesbaden zu erheblichen Verkehrseinschränkungen. Die Theodor-Heuss-Brücke zwischen dem Wiesbadener Stadtteil Mainz-Kastel und der Mainzer Innenstadt ist für dieses Verkehrsaufkommen nicht ausgelegt. Die nächste leistungsfähige Brücke stromaufwärts ist die 11 Kilometer entfernte Weisenauer Brücke der A 60, stromabwärts ist dies die 84 Kilometer entfernte Südbrücke der Bundesstraße 327 in Koblenz.
Anfang April 2015 wurde der Überbau der beschädigten Mombacher Vorlandbrücke mit insgesamt 20 Pressen zwischen 8 und 16 Uhr in Zwei-Zentimeter-Schritten erfolgreich in die Ursprungslage angehoben. In den folgenden Tagen stand die Kartierung und Verpressung der verbliebenen Rissbreiten (größer 0,4 Millimeter) an. Eine abschließende Probebelastung erfolgte am 10. April. Die Brücke blieb bis zum Ende der Osterferien 2015 gesperrt und wurde am Abend des 12. April für Fahrzeuge bis 3,5 Tonnen wieder freigegeben.
Zur Feststellung der Schadensursache beauftragte der Landesbetrieb Mobilität Rheinland-Pfalz das Ingenieurbüro für Grundbau und Felsbau WBI mit der Erstellung eines Gutachtens. Das Gutachten kommt zu dem Ergebnis, „(…) dass durch die Herstellung der GEWI-Pfähle Auflockerungen im Baugrund entstanden sind, die zu Sackungen unterhalb des Fundaments der Achse 33 Ost geführt haben und infolgedessen zur Schiefstellung von Fundament und Stütze, die wiederum zu dem beobachteten Lager- und Brückenschaden geführt hat.“

Brückenschäden an der Anschlussstelle Mombach
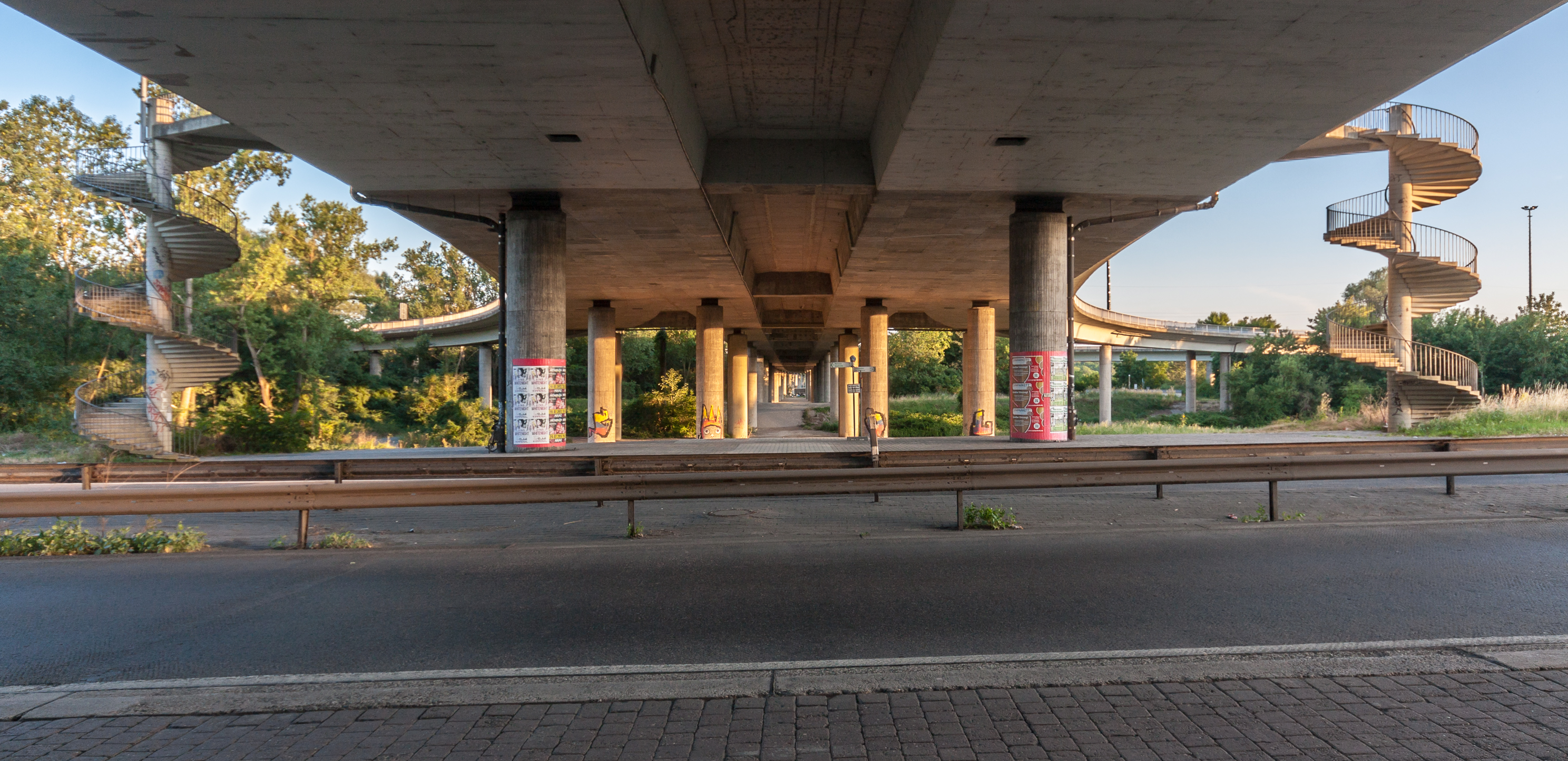
Intakte Vorlandbrücke an der Anschlussstelle Mombach 2013. Links vorne der Pfeiler, dessen Neigung 2015 den Schaden und die Vollsperrung verursachte.
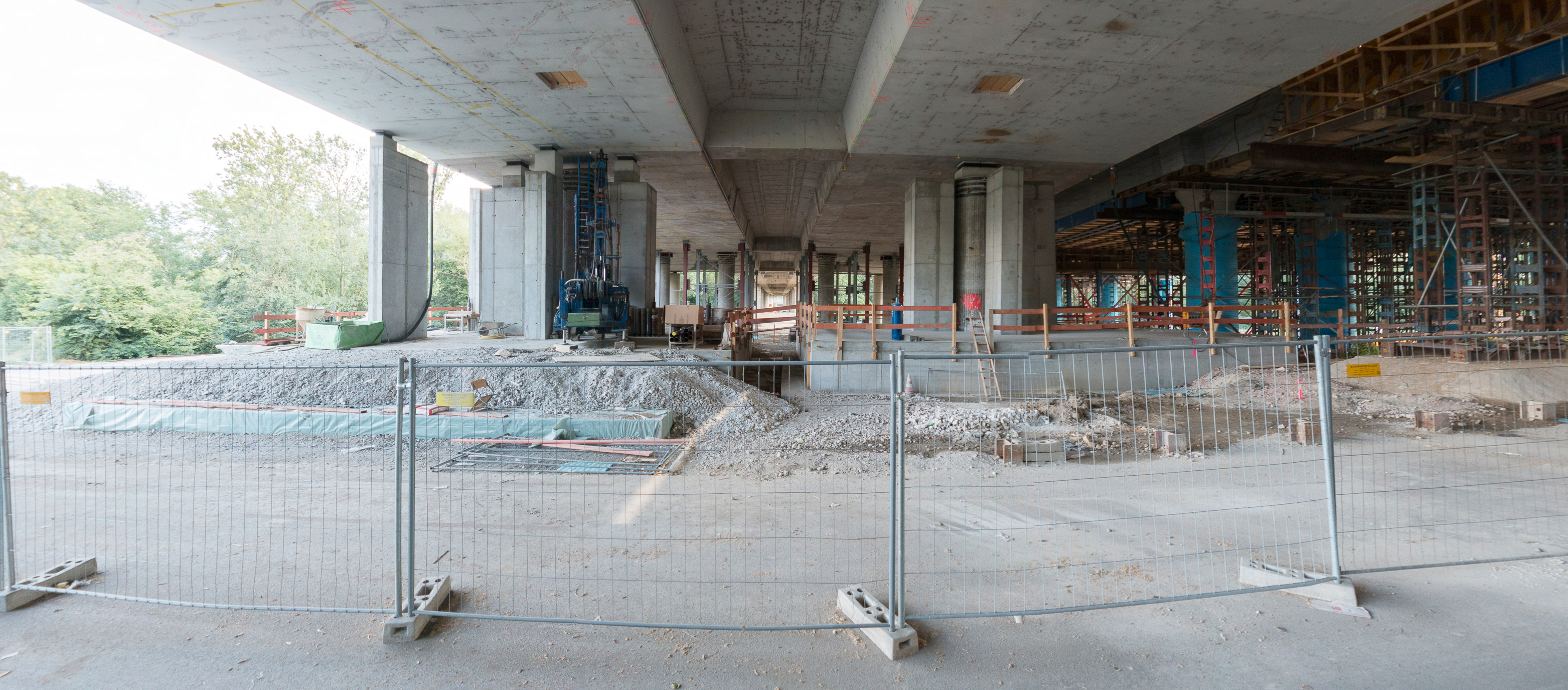
Dieselbe Stelle nach dem Schaden und mit den als Reparaturmaßnahme errichteten Stützpfeilern. Rechts sind die Baumaßnahmen zum sogenannten Herzstück zu sehen, das den Anschluss des Brückenneubaus gewährleisten soll.

Details der Brückenschäden und Sperrung der Brücke
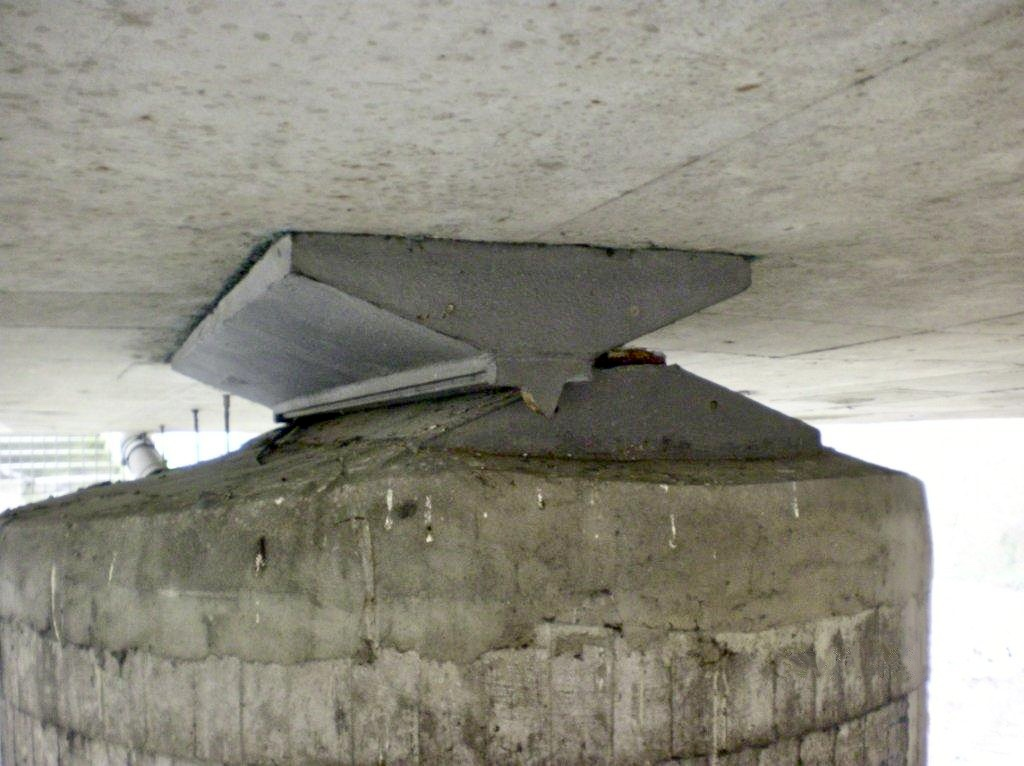
Der geneigte Pfeiler mit dem herausgesprungenen Lager, das zur Absenkung der Brücke führte
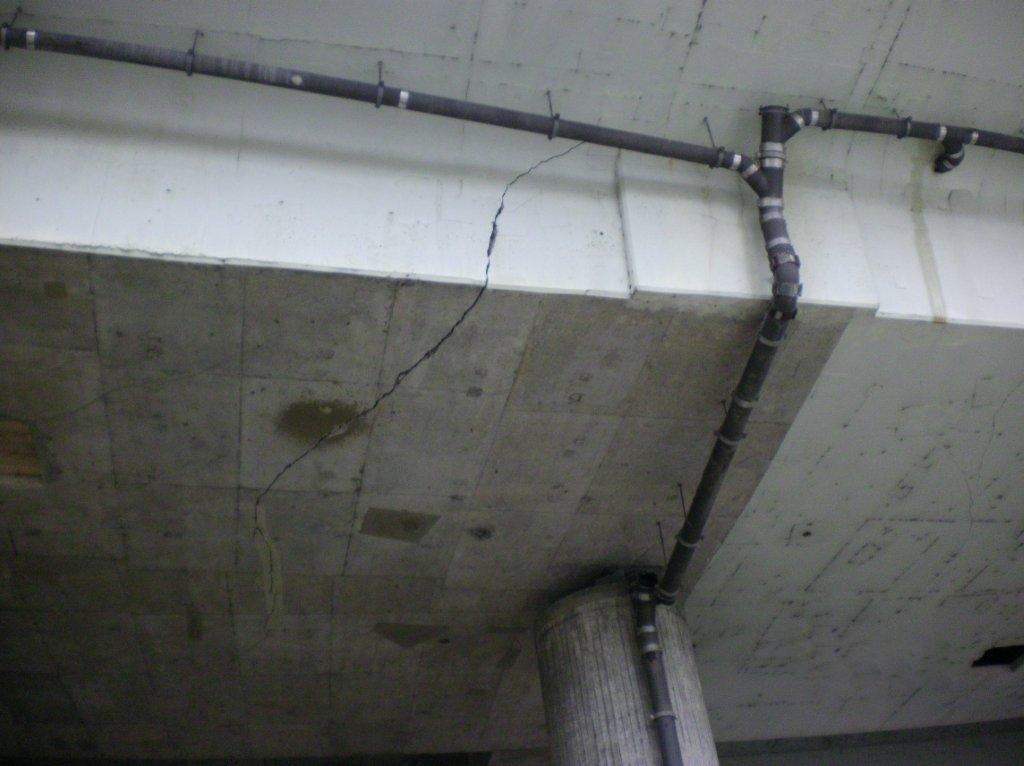
Zwei Zentimeter breiter Riss im Beton des Plattenbalkens der Vorlandbrücke
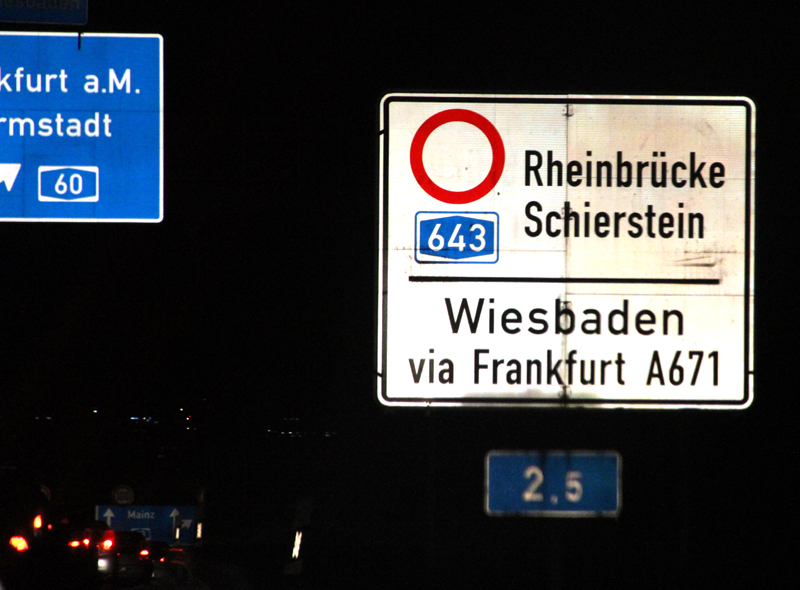
Eine Hinweistafel an der A 63 kurz vor dem Autobahnkreuz Mainz-Süd wies auf die Sperrung hin
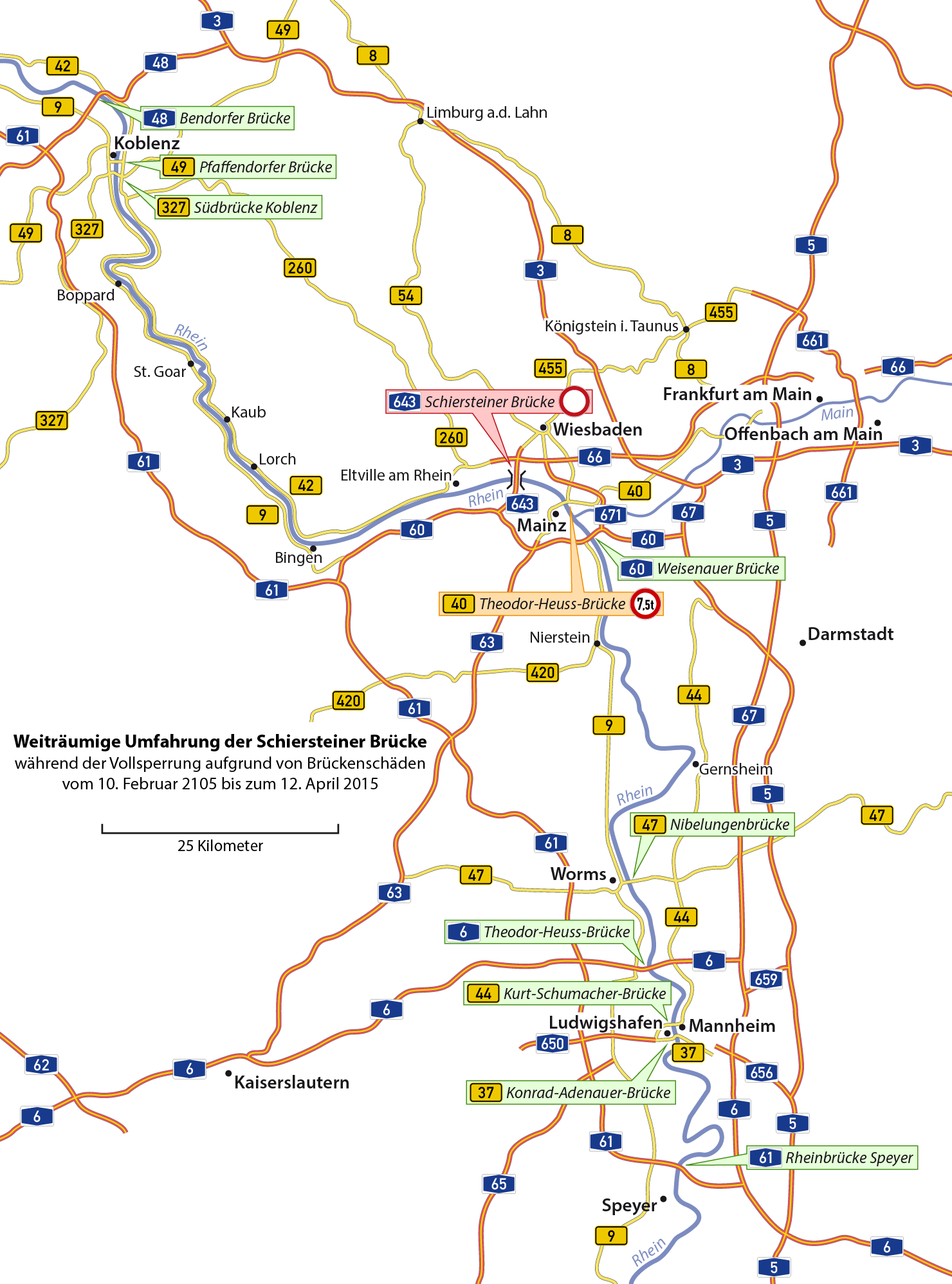
Umfahrungsrouten der gesperrten Brücke

#### Eingeschränkte Brückennutzung

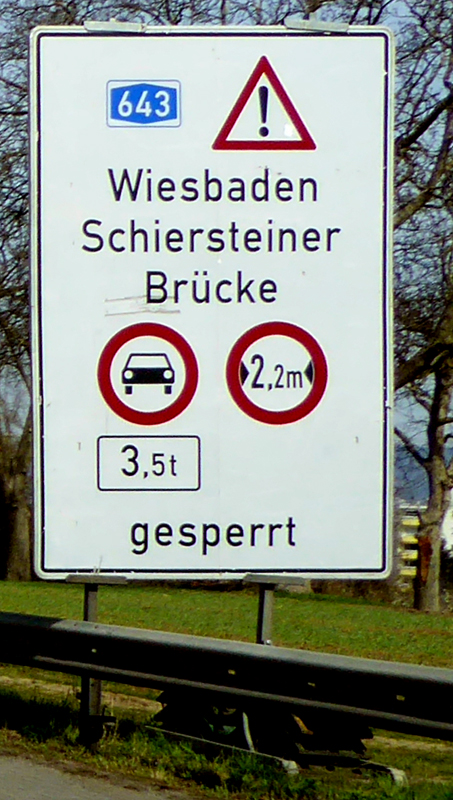
Hinweistafel seit dem 12. April 2015

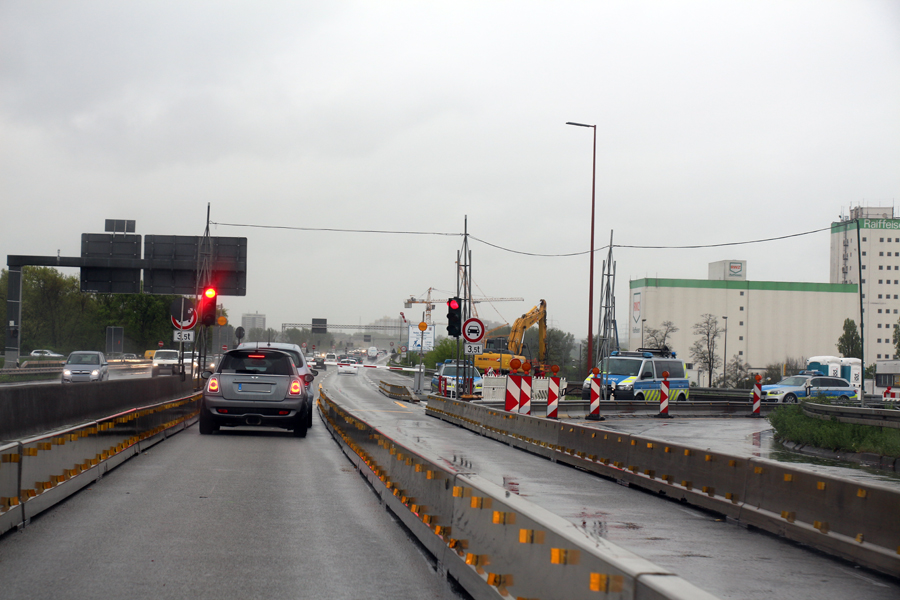
Ein Lastkraftwagen auf dem mittleren Fahrstreifen (noch nicht im Bild) versucht über die Brücke zu fahren, an der AS Äppelallee sind bereits die Ampeln rot und die Schranken geschlossen, 27. April 2015

Nachdem die Brücke in die ursprüngliche Lage gehoben worden war, konnte nach anschließenden Belastungstests am Abend des 12. April die Brücke nur noch für Fahrzeuge bis maximal 3,5 Tonnen und maximal 2,2 Metern Breite freigegeben werden. Ein kompliziertes Warnsystem, das Gewichtssensoren, Schranken und Warnleuchten beinhaltet, sollte Fahrzeuge, die die Maximalgröße und/oder -gewicht überschreiten daran hindern, die Brücke zu überqueren. Bereits in der Nacht vom 12. auf den 13. April 2015 versuchte ein Lkw-Fahrer die Brücke zu überqueren. Das Warnsystem konnte ihn stoppen. Er wurde durch die Polizei von der Autobahn geleitet. In den ersten beiden Tagen versuchten mehr als 70 Lastkraftwagen über 3,5 Tonnen trotzdem die Brücke zu befahren. Auf Wiesbadener Seite hatte sich die Schranke bis Anfang Mai über 400-mal geschlossen und es wurden 310 Strafzettel ausgestellt.
Anfang August 2015 gab das Hessische Innenministerium bekannt, dass die „Brückenwache“ durch die Polizei Hessen rund 3700 Euro am Tag bzw. rund 110.000 Euro im Monat kostet, da annähernd zweitausend Beamtenstunden für den Einsatz, mit vier Beamten von Montag bis Freitag in der Zeit von 6:30 bis 19:00 Uhr und mit zwei Beamten von 19:00 bis 6:30 Uhr sowie an Wochenenden und Feiertagen, anfallen. Das rheinland-pfälzische Innenministerium nannte keine Kosten und teilte mit:

„In Rheinland-Pfalz werden solche Kosten von Polizeieinsätzen nicht erfasst. Es handelt sich um eine ureigene Aufgabe der Polizei, für die keine Kosten – etwa wie bei Einsätzen rund um Fußballspiele – berechnet werden“

#### Rückbau
Mit dem Rückbau wurde im November 2017 direkt nach der Freigabe der neuen stromabwärts gelegenen zweiten Brücke begonnen. Der über dem Rhein befindliche Brückenteil wurde am 27. Februar 2018 auf ein Pontonschiff abgelassen und wurde an Land zerlegt.

#### Grenzstein
Auf der alten Brücke befand sich ein Grenzstein mit den Wappen von Rheinland-Pfalz und Hessen, der 1961 von Raimund Eser hergestellt wurde. Gestiftet wurde der Grenzstein vom Wilhelm Dyckerhoff Institut in Wiesbaden. Der Grenzstein wurde im Winter 2017 auf die neue Brücke versetzt.

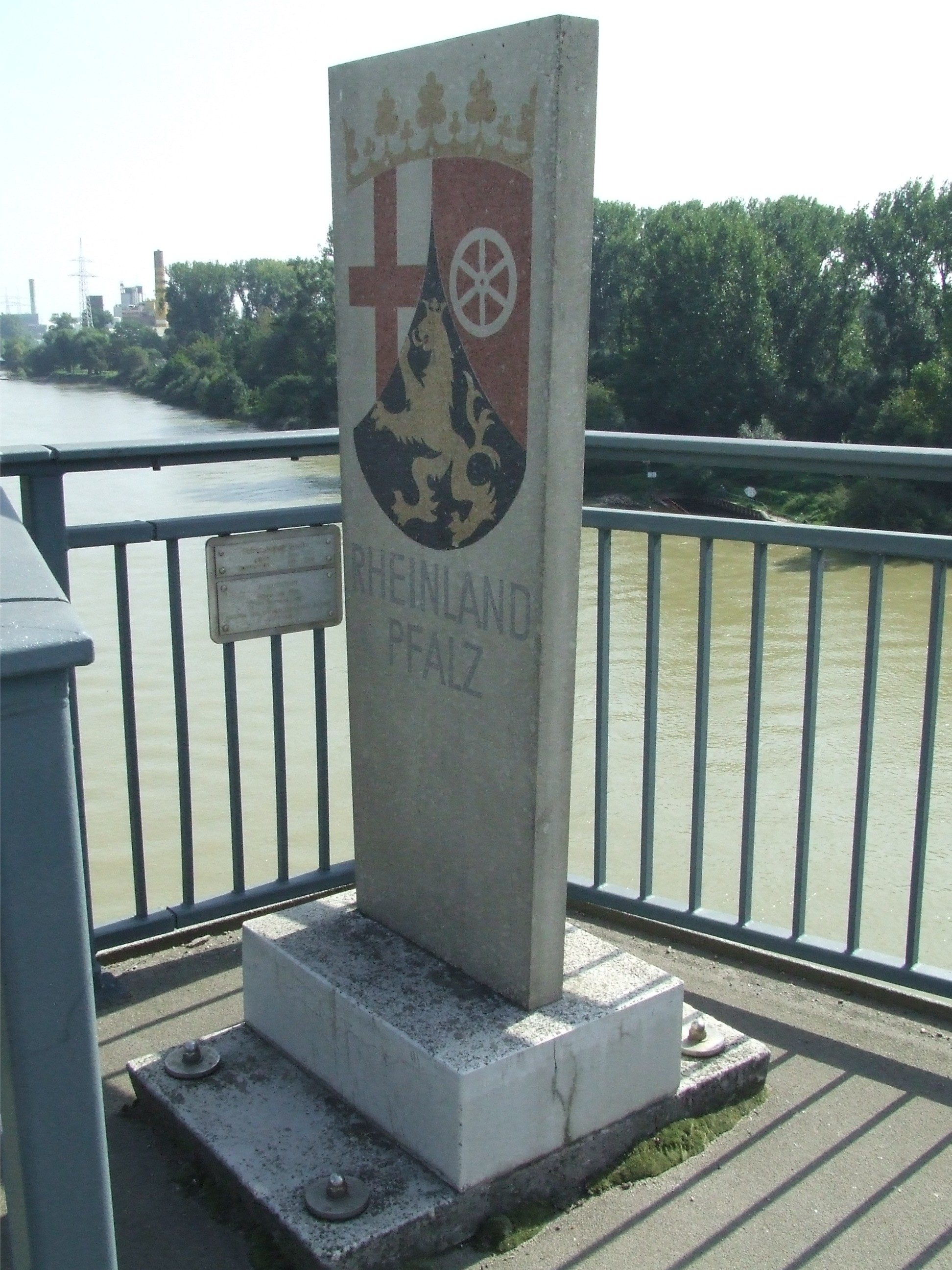
Grenzstein auf rheinland-pfälzischer Gemarkung
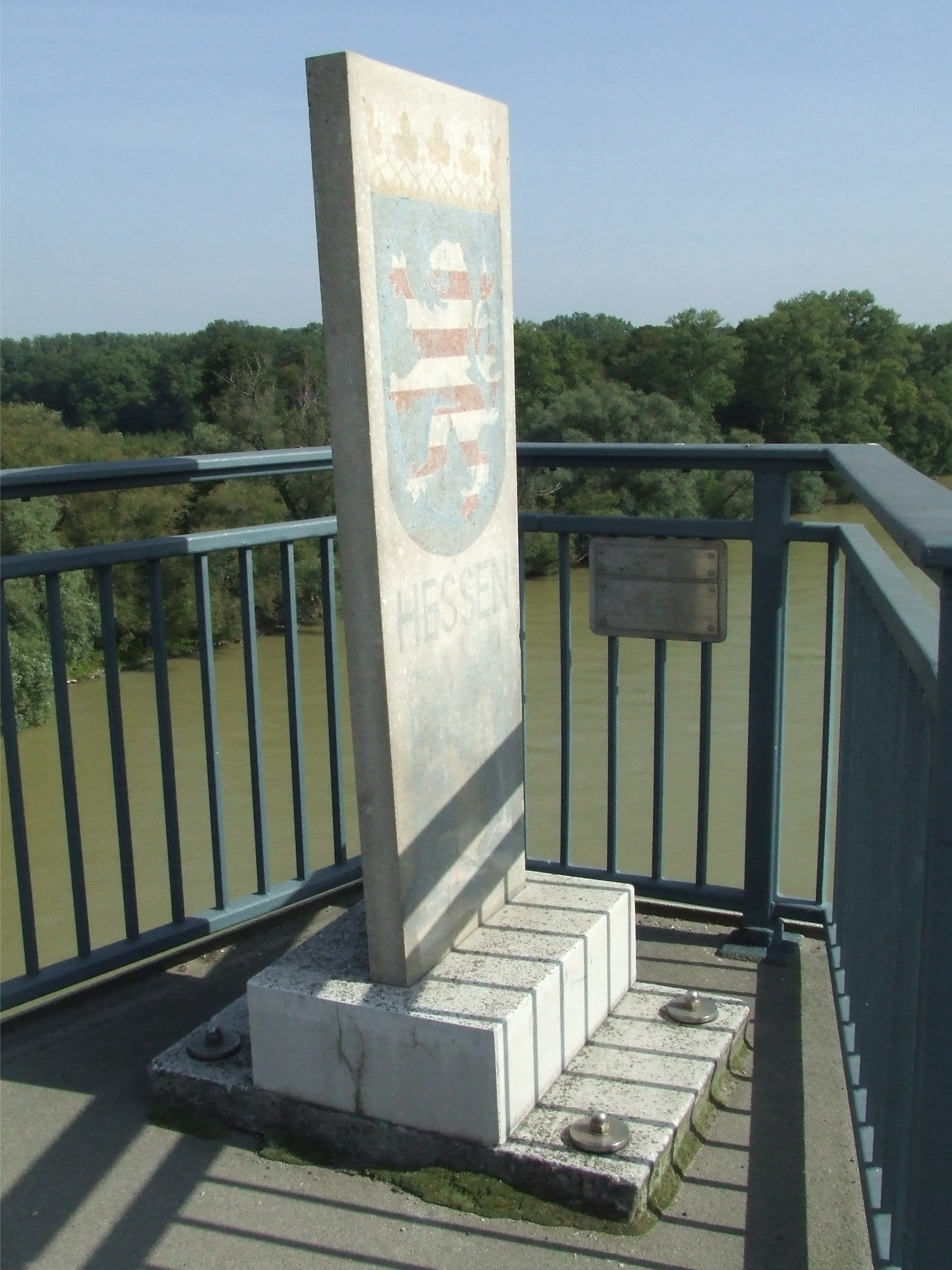
Grenzstein auf hessischer Gemarkung

### Neubau 2013 bis 2023

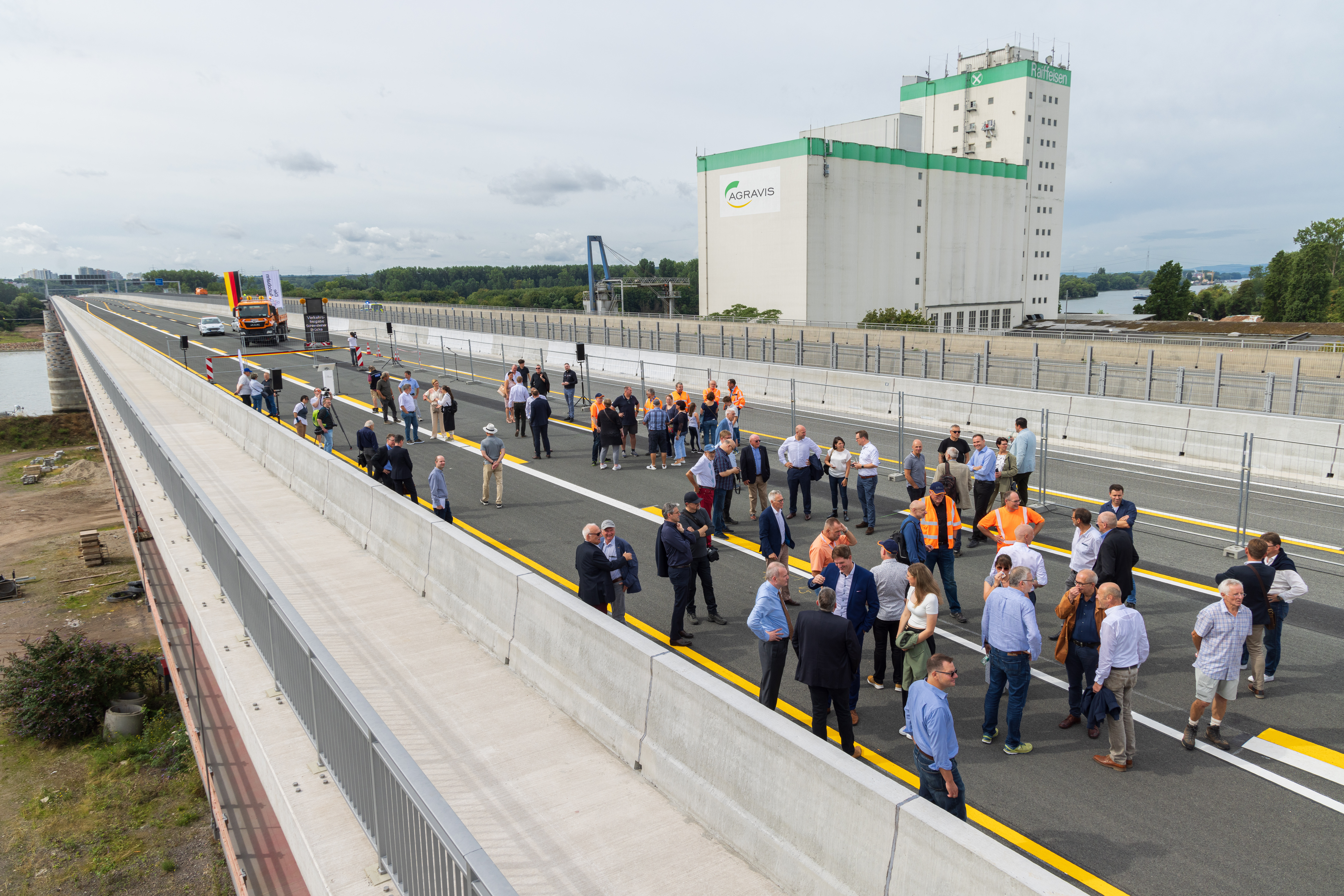
Eröffnung der neuen Schiersteiner Brücke am 13. August 2023

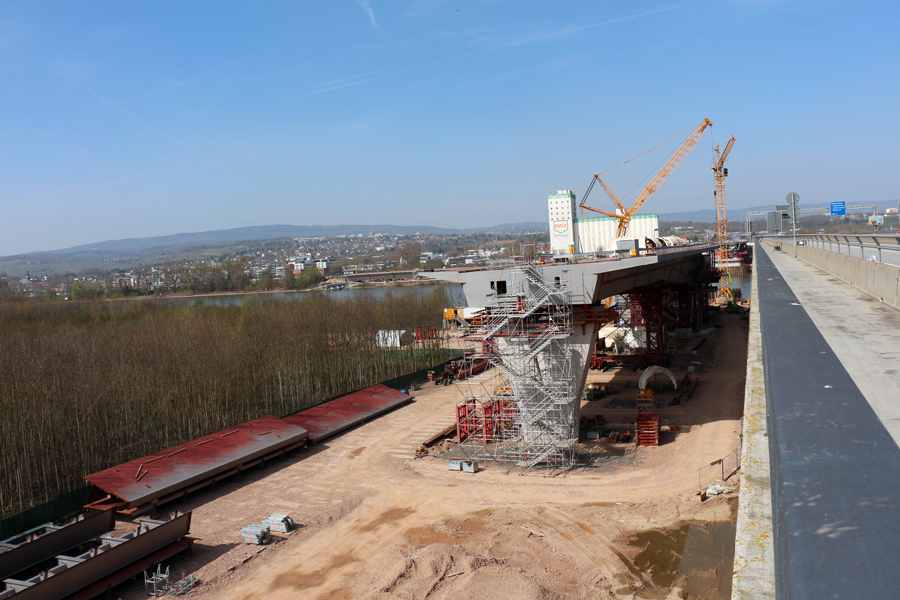
Baufeld Rettbergsaue im April 2015

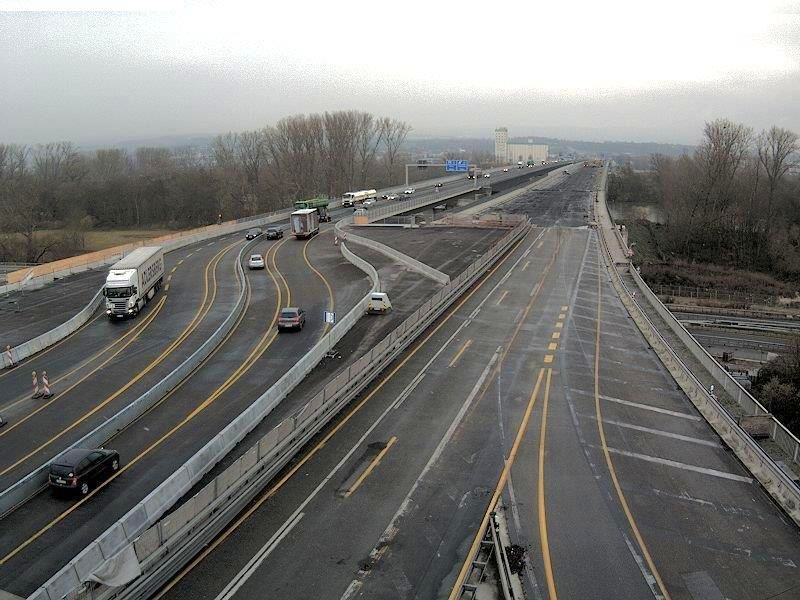
Neue Verkehrsführung auf der Schiersteiner Brücke im November 2017

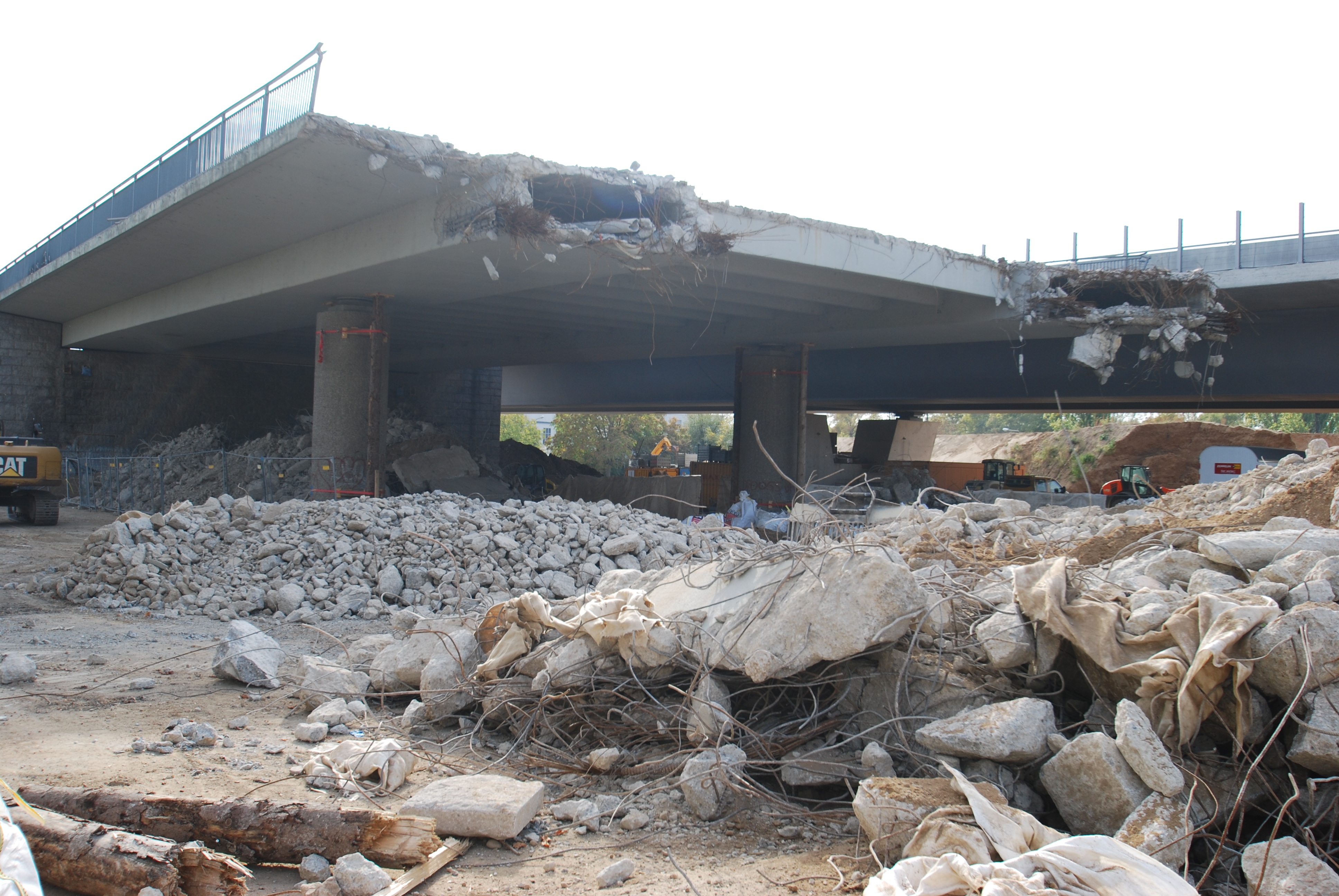
Abrisskante der alten Brückenauffahrt in Wiesbaden auf Höhe der Rheingaustraße, Oktober 2018

Der Ersatzneubau der Schiersteiner Brücke wurde mit zwei getrennten Teilbrücken von 2013 bis 2023 durchgeführt. Die erste Teilbrücke wurde im November 2017 dem Verkehr übergeben. Die Eröffnung der zweiten Teilbrücke erfolgte am 13. August 2023, die Verkehrsfreigabe in der darauf folgenden Nacht. Der unter der östlichen Brücke hängende Radweg zur Rettbergsaue befindet sich noch in der Fertigstellung und soll nach der Räumung des Baufeldes unter der Brücke freigegeben werden.
Die Gesamtbaukosten beliefen sich laut der Autobahn-GmbH auf 252 Millionen Euro und lagen um mehr als 15 Prozent höher als ursprünglich veranschlagt.

#### Planung
Die neue Brücke wurde mit zwei getrennten Überbauten geplant, die jeweils 21,72 Meter breit und für drei Fahr- und einen Standstreifen sowie einen Rad- und Gehweg ausgelegt sind. Zuerst sollte ein Überbau auf der Unterstromseite des bestehenden Bauwerks errichtet werden. Nach dessen Fertigstellung sollte die alte Brücke abgebrochen und anschließend in der Trasse des bestehenden Bauwerks, teilweise unter Verwendung der alten Gründung, der zweite Überbau errichtet werden. Der Zwischenabstand der Brücken ist auf der Mainzer Uferseite durch die vorgegebene Lage des Fahrbahnüberganges der bestehenden Abfahrtsrampe Mainz-Mombach bestimmt und beträgt dort 18,75 Meter. Nach Norden verringert sich der Abstand.
Wiesen im 0,355 Quadratkilometer großen Naturschutzgebiet Mombacher Rheinufer dienen unter anderem Weißstörchen als Nahrungsbiotope. Über eine eventuelle Beeinträchtigung der Tiere durch die Bauarbeiten liegen keine belastbaren Erkenntnisse vor.
Für den Brückenneubau wurde ein Realisierungswettbewerb durchgeführt. Den ersten Platz erhielt im Dezember 2007 ein Entwurf einer Arbeitsgemeinschaft aus dem Ingenieurbüro Grontmij BGS und dem Architekturbüro Ferdinand Heide. Dieser sieht eine 1285 Meter lange Hohlkastenbrücke mit teilweise gevouteten Hohlkastenquerschnitten vor.
Laut Planung sollte der eigentliche Bau im Mai 2013 beginnen. Der Planfeststellungsbeschluss für den Neubau der Schiersteiner Brücke wurde vom hessischen Verkehrsminister Dieter Posch am 5. Januar 2012, vom rheinland-pfälzischen Infrastrukturminister Roger Lewentz am 2. März 2012 unterzeichnet. Als Vorbereitungsmaßnahme für den geplanten Bau der unterstromigen Brücke wurden im März 2012 im Bereich des Schiersteiner Kreuzes erste Rodungsarbeiten durchgeführt. Am 7. Juni 2013 wurde die Vergabe des Auftrags für den Neubau der Rheinbrücke Schierstein mit einer Auftragssumme von rund 173,4 Millionen Euro ohne Mehrwertsteuer bekanntgegeben.

#### Bau
Mit dem Spatenstich am 12. September 2013 startete der Neubau offiziell. Nach der Einrichtung der Baustelle begannen im Oktober 2013 die Gründungsarbeiten für die neuen Brückenpfeiler. Diese Arbeiten waren bis Anfang 2014 geplant. Für einen Pfeiler als Auflage für die Stahlüberbauten werden 800 Kubikmeter Beton verarbeitet. Im Laufe des Jahres 2014 begann die Montage der Stahlüberbauten. Im Dezember 2014 wurde auf Schiersteiner Seite in der Nähe des Hafens auf dem Gelände des RWZ Kraftfutterwerks Wiesbaden ein Informationszentrum eröffnet.
Der flussabwärts liegende Teil sollte bis Mitte 2016 fertiggestellt werden, danach der Abriss der bestehenden Brücke und Neubau des zweiten Teils beginnen. Durch die Absenkung des Brückenpfeilers 2015 verzögerte sich diese Maßnahme, so dass im März 2017 als Fertigstellungstermin 2020 anvisiert wurde.
Seit dem 20. November 2017 rollt der Verkehr in beide Richtungen über die neue, westliche Brückenhälfte. In der Nacht vom 28. auf den 29. Januar 2021 wurde auf der Südseite das vierte und letzte vorgefertigte Brückenteil „eingeschwommen“, bis Ende 2021 sollte die Brücke fertig sein. Die östliche Brückenhälfte wurde am 14. August 2023 für den Verkehr freigegeben.
Der Neubau der Brücke wurde durch eine Entscheidung der rot-grünen Landesregierung in Rheinland-Pfalz (Kabinett Beck V, Kabinett Dreyer I) verzögert, die Brücke vier- statt sechsstreifig auszuführen, während die schwarz-gelbe Landesregierung in Hessen (Kabinett Koch III, Kabinett Bouffier I) am sechsstreifigen Ausbau festhielt. Die Verzögerungen wurden als „Kleinstaaterei“ kritisiert. Die Investitionskommission des Bundes empfahl aufgrund dieses und weiteren Beispielen, den Ländern die Zuständigkeit für den Autobahnbau zu entziehen und diese zu zentralisieren. Der Koalitionsvertrag zur Bildung der nächsten Regierung (Kabinett Dreyer II) kehrte zum sechsstreifigen Ausbau zurück.
Im August 2022 wurde bekannt, dass der Neubau der Schiersteiner Brücke teurer wird als die ursprünglich veranschlagten 216 Millionen Euro. Das Projekt soll um 34 Millionen Euro teurer werden und insgesamt rund 250 Millionen Euro kosten. Die Projektlaufzeit war bis 2019 vorgesehen und dauert auch nach der symbolischen Eröffnung im Sommer 2023 mit Arbeiten unter Brücke und an dem zur Rettbergsaue führenden Radweg noch bis zur vollständigen Räumung des Baufeldes an.

## Trivia
In der Mainzer Fastnachtskampagne 2015 widmete, bereits vor der Vollsperrung der Schiersteiner Brücke, Nick Benjamin der maroden Brücke mit Der Brigg geht’s nedd gut ein Lied.
Neben dem regionalen SWR Fernsehen sendete auch 3sat in seinem Wirtschaftsmagazin makro einen ausführlichen Bericht über die Schiersteiner Brücke und die aus der Sperrung im Frühjahr 2015 resultierenden Schäden für die Wirtschaft.